# Myristica dactyloides
Myristica dactyloides là một loài thực vật thuộc họ Myristicaceae. Đây là loài đặc hữu của Sri Lanka.

## Hình ảnh

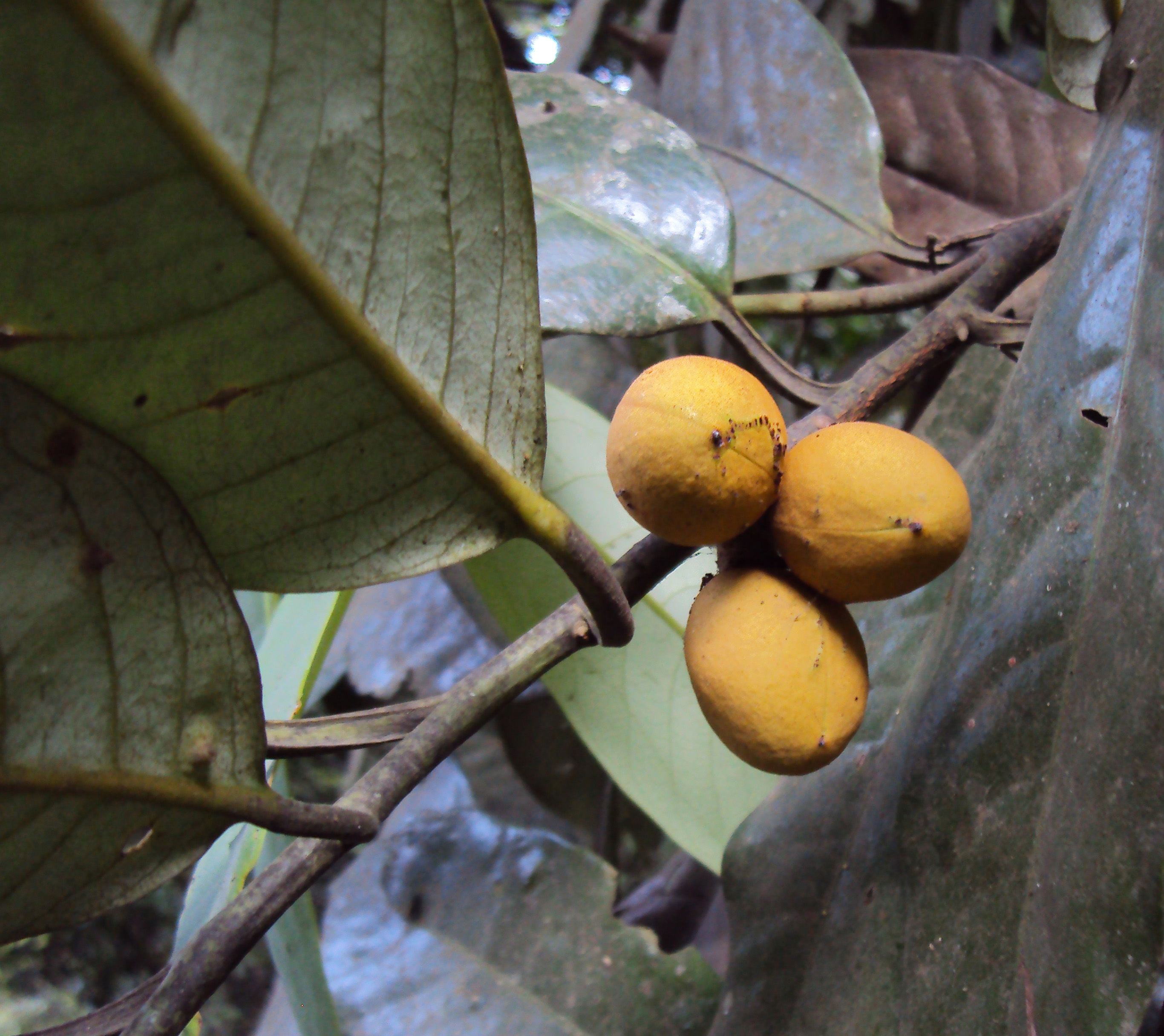
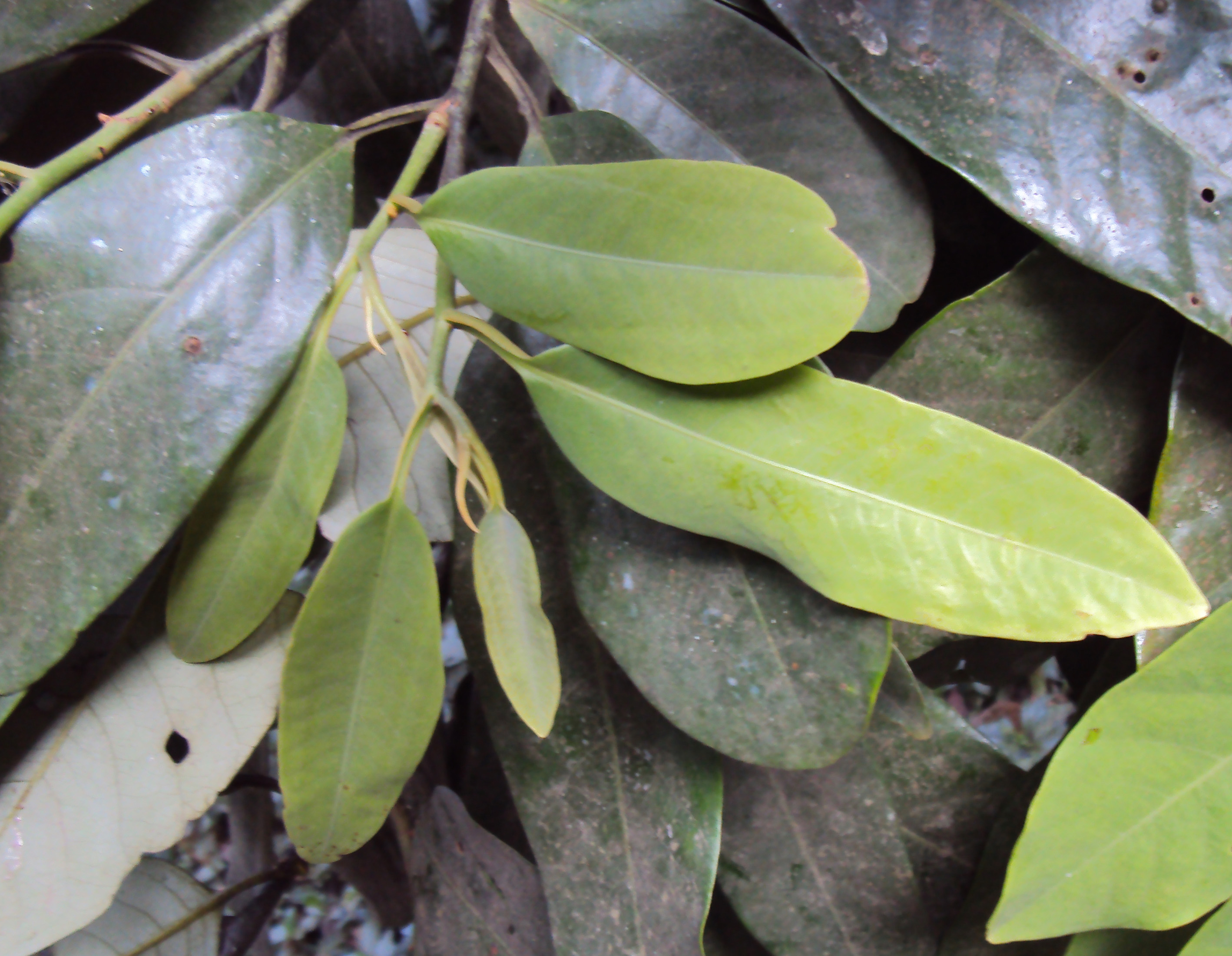
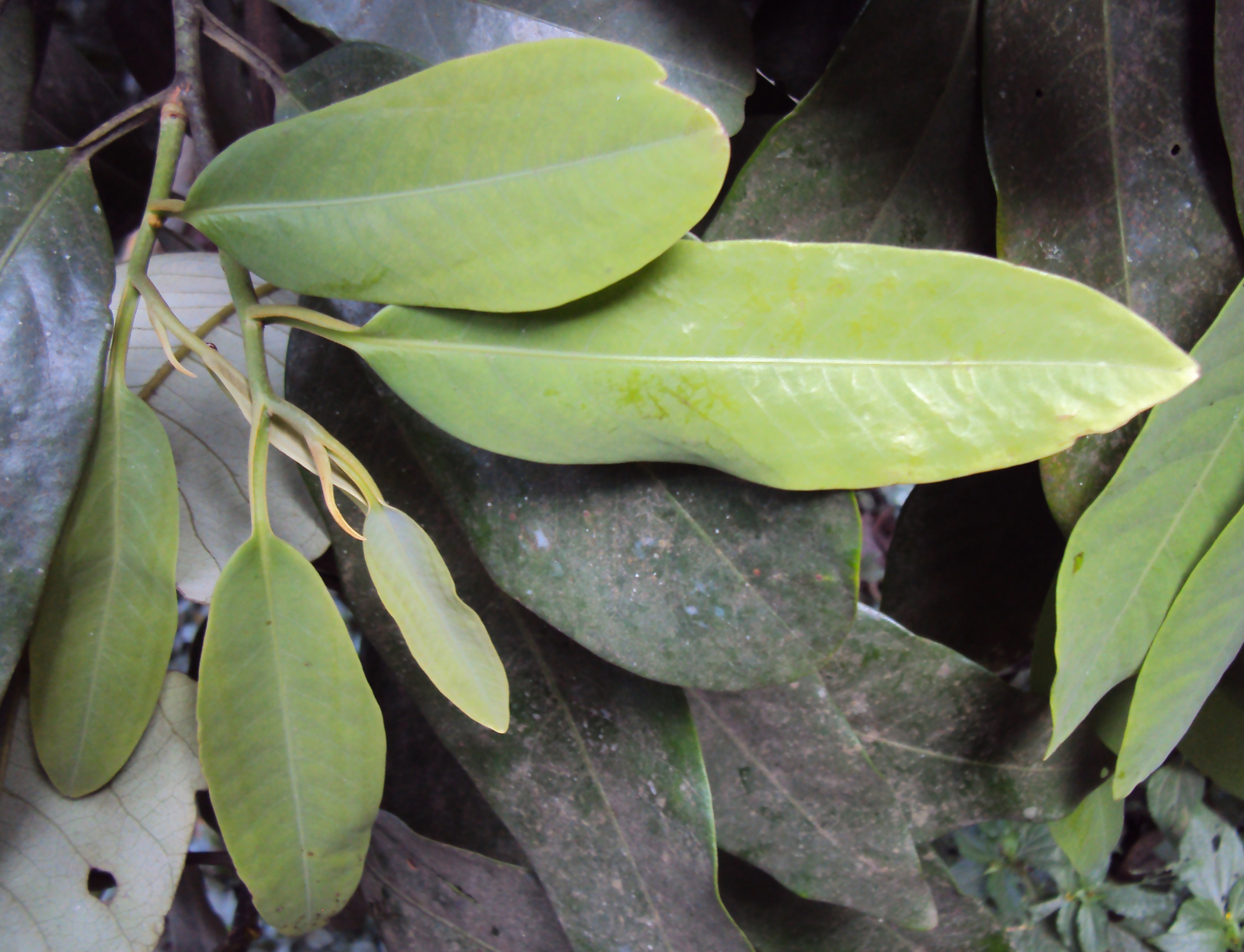
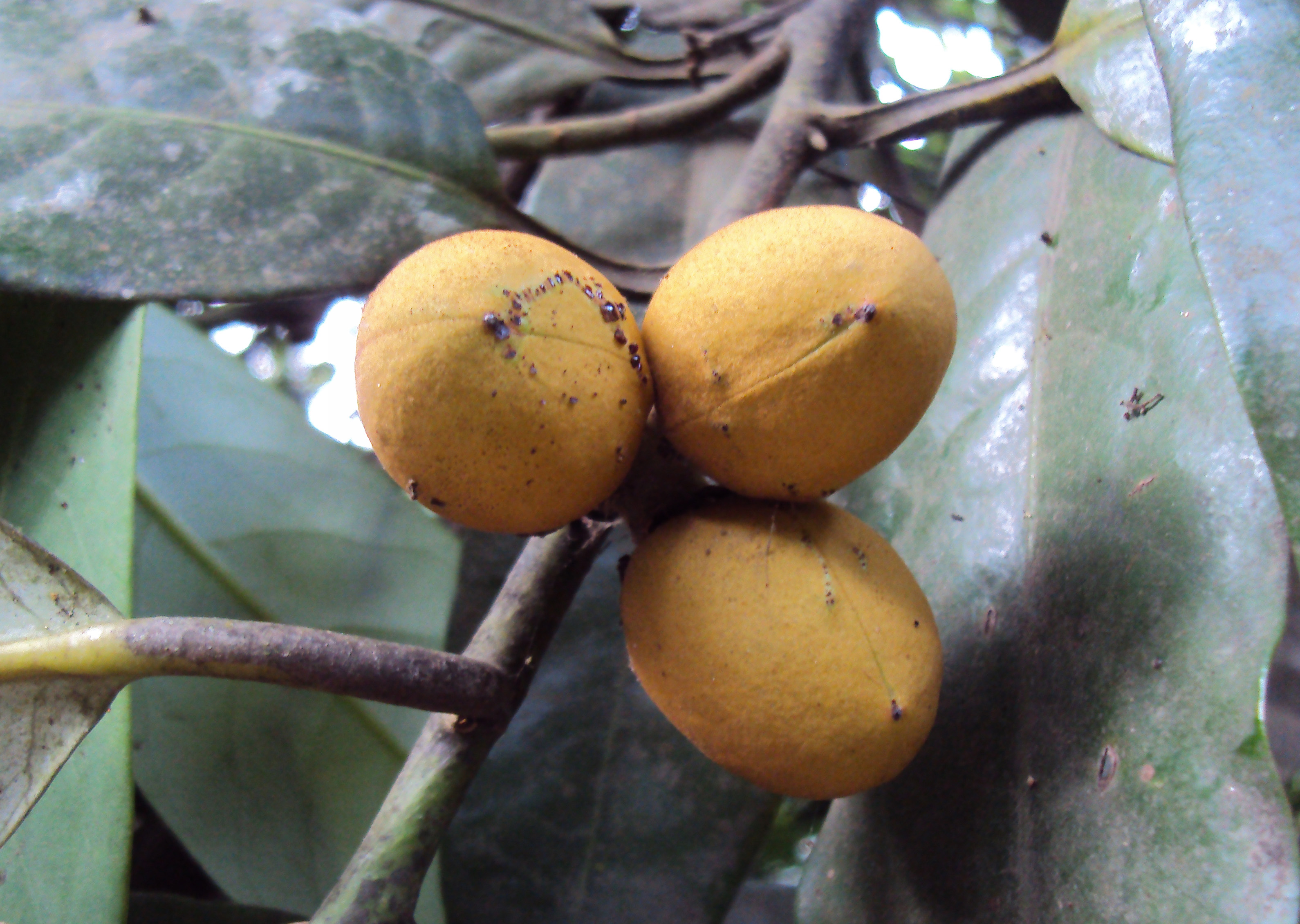